# Erekhtheion

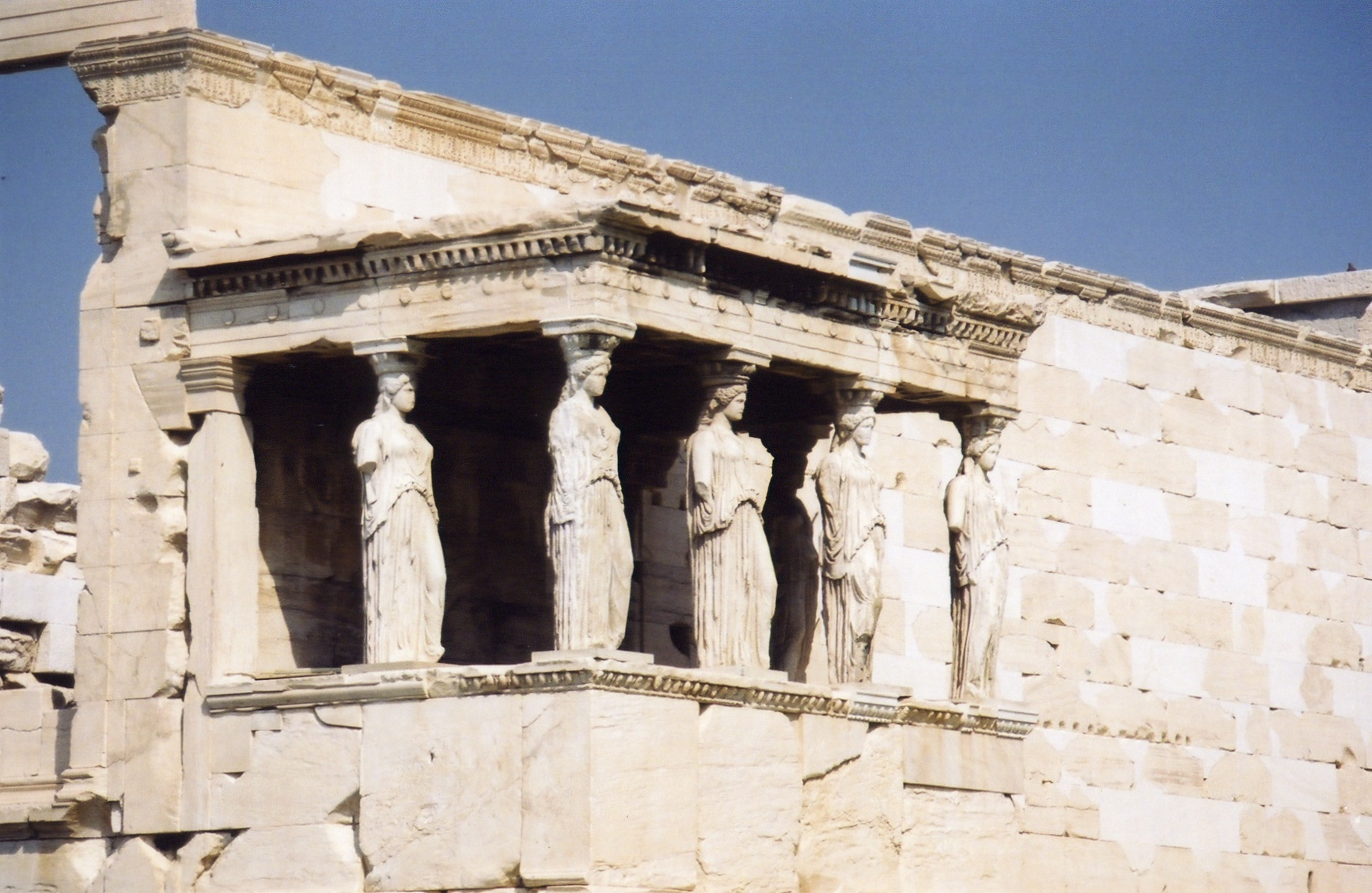
A kariatidák sora a déli oszlopcsarnokban

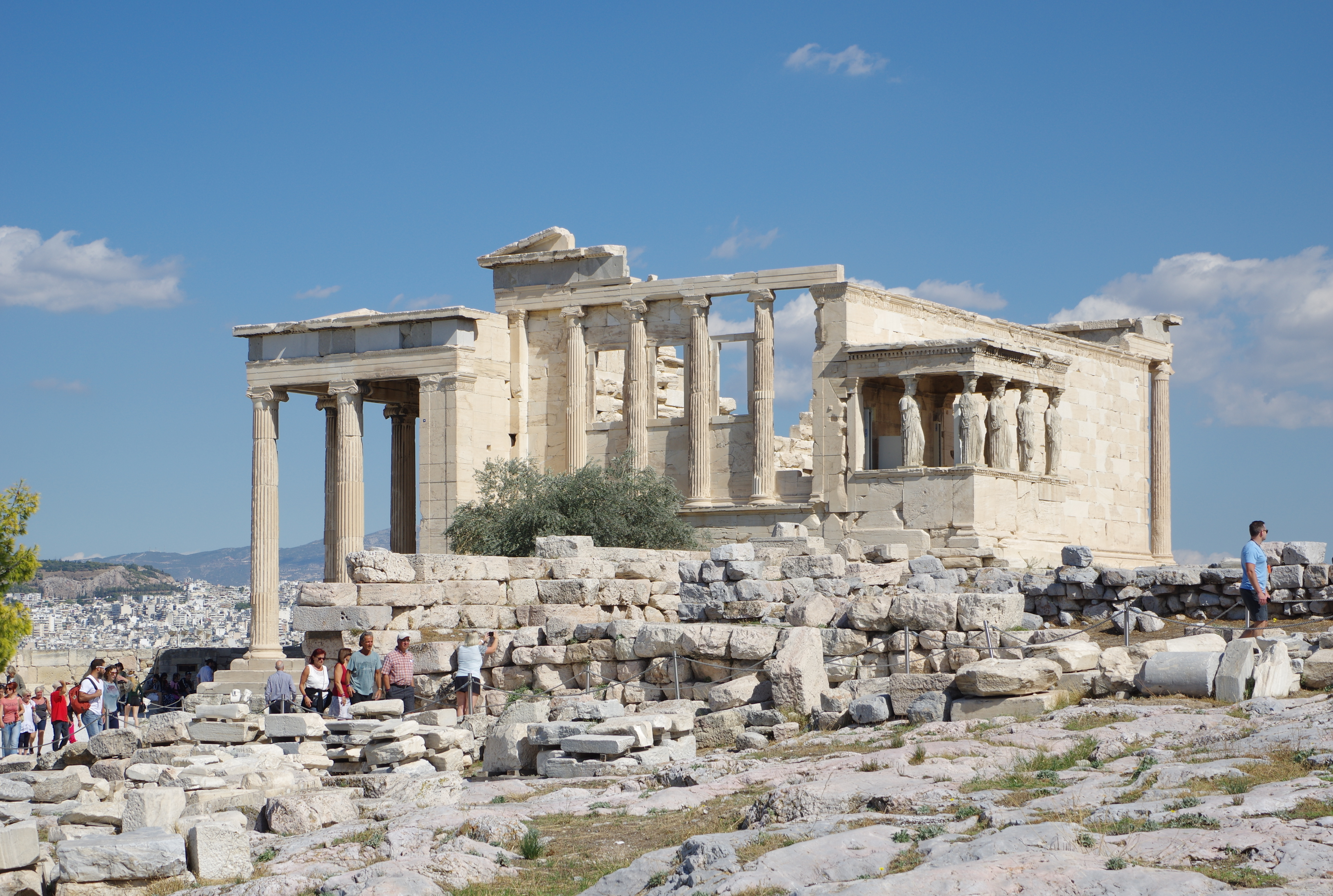
Az Erekhtheion délről

Az Erekhtheion (görög betűkkel: Ἐρέχθειον; latinosan: Erechtheum) az athéni Akropolisz egyik fő nevezetessége, Pallasz Athéné régi temploma felett emelt szentély. Ez az épület volt a perzsák által lerombolt régi templom helyett az Akropolisz kultusztemploma. 
A rendkívül kecses, attikai ión stílusú épület i.e. 421 és i.e. 406 között épült, befejezésére azonban a Spártától elszenvedett vereség miatt soha nem került sor. Tervezője nem ismert. A hagyományok szerint azon a helyen épült fel, ahol Athéné és Poszeidón versengése zajlott a város védnökségéért: ezen a helyen fakasztott a tengerek főistene forrást, itt hullott le az égből a győztes Athéné olajfából készült szobra. Valószínűleg itt volt Erekhtheusz legendás király sírja is, akiről az épület nevét kapta. 
Az épület jellegzetessége, hogy stílusát tekintve eltér a klasszikus görög építészet formavilágától. A főépület egyes celláinak, valamint egyes kiegészítő részeinek szintje más és más. Ez valószínűleg azért van, mert a mitikus kegyhelyet elfedték volna, ha a Parthenónéhoz hasonló egyenes padlót építenek az egyenetlen sziklaterepen. Az Erekhtheion több részből áll. Központja egy templom, amelyben az istennő fából faragott szobrát őrizték. E központi épülethez mindkét oldalon egy-egy oszlopcsarnok csatlakozik. Ezek közül a legismertebb a déli csarnok, amelynek oszlopai ruhás lányalakok (csak öt eredeti, mert elölről a második a Lord Elgin által Londonba szállíttatott kariatida betonból öntött másolata.). A minden oldalán más és más kiképzésű épület egységét a falain végigvonuló, kék eleusziszi márvány-alapon fehér márványfigurás fríz biztosította, továbbá a valamennyi tagozatát díszítő, üveggyöngyökkel, arany rozettákkal és bronzpalmettákkal ékesített, azonos stílusú, dúsan faragott domborművek, amelyek magán az épületen és egyes oszlopok lábazatán is megfigyelhetők.